# Хаябуса (сінкансен)
Хаябуса (яп. はやぶさ, «Сапсан») — маршрут високошвидкісних поїздів сінкансен на лінії Тохоку між станціями Токіо та Син-Аоморі. Обслуговується East Japan Railway Company (JR East). Введено в експлуатацію 5 березня 2011 року.

## Станції
На маршруті розташовані наступні станції:
- Токіо
- Уено*
- Омія
- Сендай
- Моріока
- Івате-Нумакунай*
- Ніхохе*
- Хатінохе*
- Сітінохе-Товада*
- Син-Аоморі

(*) Зупиняється частина потягів.

## Схема поїзда
Маршрут «Хаябуса» обслуговується 10-вагонними потягами серії Е5, перший вагон з боку Токіо. Куріння в поїзді заборонено.
| Номер вагона | 1           | 2           | 3           | 4           | 5                            | 6           | 7           | 8           | 9                   | 10        |
| ------------ | ----------- | ----------- | ----------- | ----------- | ---------------------------- | ----------- | ----------- | ----------- | ------------------- | --------- |
| Клас         | Стандартний | Стандартний | Стандартний | Стандартний | Стандартний                  | Стандартний | Стандартний | Стандартний | Зелений вагон       | Гран Клас |
| Додатково    |             |             | Телефон     |             | Телефон/ Місця для інвалідів |             |             |             | Місця для інвалідів |           |